# Thesea bebrycoides
Thesea bebrycoides är en korallart som beskrevs av Nutting 1910. Thesea bebrycoides ingår i släktet Thesea och familjen Plexauridae. Inga underarter finns listade i Catalogue of Life.